# 维莱尔
维莱尔（法語：Villers）是法国洛林大区孚日省的一个市镇，属于纳夫沙托区米雷库尔县。该市镇2009年时的人口为209人。

## 人口
维莱尔人口变化图示
| 数据来源：INSEE |